# Martin Trageser
Martin Trageser (* 30. September 1943 in Freigericht-Somborn) ist ein deutscher Politiker (CDU). Zwei Jahre war er Mitglied des Hessischen Landtags.

## Ausbildung und Beruf
Martin Trageser, Sohn von Anna Trageser, geborene Horn, und ihres Ehemannes Josef Tragesser, machte nach dem Besuch der Volksschule eine Lehre als Werkzeugmacher und eine Ausbildung als Maschinentechniker. Nach dem Erwerb der Fachschulreife besuchte er  1966 bis 1969 die Ingenieurschule in Frankfurt am Main und legte 1969 das Ingenieurexamen ab und wurde Diplom-Ingenieur. 1969 bis 1971 arbeitete er als Ingenieur auf dem Gebiet der Kernenergie in der Kernindustrie. 1971 bis 1973 machte er eine berufspädagogische Ausbildung und arbeitete nach der Staatsprüfung als Berufsschullehrer an der Ludwig-Geißler-Schule in Hanau. Ab 1974 studierte er neben der Dienstzeit an der Technischen Hochschule Darmstadt. 1976 legte er das erste Staatsexamen in den Fächern Politik, Geschichte, Psychologie und Berufspädagogik ab, das zweite Staatsexamen folgte 1977. 1976 hatte er Christa Schreiber geheiratet. Er hat einen Sohn (Johannes) und war als Lehrer zuletzt Studienrat.

## Politik
Martin Trageser ist katholisch, Mitglied der CDU und auch in den Vereinigungen der CDU aktiv. 1969 bis 1974 war Martin Trageser stellvertretender Bezirksvorsitzender der Jungen Union Mittelhessen und 1973 bis 1975 Mitglied des Landesvorstandes der Jungen Union Hessen. Seit 1975 war er auch stellvertretender Kreisvorsitzender der Arbeitsgemeinschaft Christlich-Demokratischer Lehrer.
Seit 1970 ist er Gemeindevertreter in Freigericht und seit 1973 Mitglied der Verbandsversammlung der Regionalen Planungsgemeinschaft Untermain.
Vom 14. Dezember 1976 (als Nachrücker für Richard Bayha) bis zum 30. November 1978 war er Mitglied des Hessischen Landtags. 1977 wurde er Bezirksvorsitzender des Sozialausschusses der CDA und Mitglied im Landesvorstand.

## Weblink
- Martin Trageser. Abgeordnete. In: Hessische Parlamentarismusgeschichte Online. HLGL & Uni Marburg, abgerufen am 13. August 2024 (Stand 28. November 2023).

| Personendaten    | Personendaten                  |
| ---------------- | ------------------------------ |
| NAME             | Trageser, Martin               |
| KURZBESCHREIBUNG | deutscher Politiker (CDU), MdL |
| GEBURTSDATUM     | 30. September 1943             |
| GEBURTSORT       | Somborn                        |